# Heinrich von Lützow
 (décembre 2020).
Si vous disposez d'ouvrages ou d'articles de référence ou si vous connaissez des sites web de qualité traitant du thème abordé ici, merci de compléter l'article en donnant les références utiles à sa vérifiabilité et en les liant à la section « Notes et références ».
Heinrich Joseph Rudolf Gottfried Graf von Lützow zu Drey-Lützow und Seedorf (11 septembre 1852 à Baden d'Autriche -  † 8 novembre 1935 à Vienne) est un diplomate autrichien.

## Biographie
Il entre dans l'armée austro-hongroise, en 1871, est lieutenant de Uhlans en 1872, puis entre au service diplomatique en 1874.
Après diverses légations à Stuttgart, Dresde, Bruxelles, La Haye et Rome, il est envoyé en 1886 à Londres puis à Paris en 1891, puis en Saxe en 1895. Rappelé à Vienne il poursuit sa carrière sur des postes administratifs, jusqu'au plus haut niveau et est enfin nommé ambassadeur à Rome, entre 1904 et 1910, poste important au temps de la triplice et du fait des anciennes relations entre Rome et Vienne.
En 1913, il est à la retraite. Il a rempli parallèlement des fonctions auliques  jusqu'à la chute de l'Empire, en 1918 et son influence sociale s'est exercée au travers du Jockey Club de Vienne.
Son action s'est exercée à Rome, à l'époque du ministre des Affaires étrangères, le Comte Goluchowski, mais il était opposé à l'annexion de la Bosnie-Herzégovine (1908) et en désaccord avec le successeur, Von Aerenthal qui l'a finalement rappelé à Vienne.

Pendant la crise diplomatique de l'été 14, dès le 16 juillet (alors que l'ultimatum autrichien est du 23), il met au courant l'ambassadeur britannique à Vienne (Maurice de Bunsen), du caractère d'ultimatum de la réponse autrichienne à l'attentat de Sarajevo, de la volonté autrichienne d'en découdre et de l'appui prussien apporté à cette détermination. Il permet ainsi aux Anglais d'intervenir dans le jeu pour le calmer. Mais en fait la réponse (tentative de conférence internationale) viendra trop tard.

## Publications
Ses mémoires, très informés de la politique austro-hongroise, notamment en ce qui concerne l'Italie, partenaire de la Triple Alliance, ont été publiés en 1971.